# Clare Byarugaba
Clare Byarugaba é uma ativista LGBT ugandense em Kampala que se manifestou contra a retórica anti-LGBT do governo. Ela é a coordenadora da Coalizão da Sociedade Civil sobre Direitos Humanos e Direito Constitucional. Em 2013, Byarugaba estava pronta para iniciar um capítulo de Kampala da PFLAG para apoiar parentes de pessoas LGBT em um país cujo presidente proibiu a homossexualidade. Após essa proibição, ela foi exposta por um tabloide nacional que colocou seu rosto na capa, ameaçando sua vida. Em 2014, Byarugaba se juntou à cúpula Mulheres no Mundo para compartilhar sua história pessoal por meio da missão da organização de dar voz e agência às mulheres. Byarugaba foi a Oak Fellow de 2014 no Oak Institute for the Study of International Human Rights no Colby College.
Byarugaba nasceu e foi criada no sudoeste de Uganda. Quando o presidente Yoweri Museveni proibiu a homossexualidade em Uganda, a mãe de Byarugaba ameaçou denunciá-la à polícia por ser lésbica.